# Введенська церква (Чернігів)
Введенська трапезна церква  — споруда що входить до складу Троїцького монастиря. Побудована в 1677—1679 роках, ще до зведення головної споруди цього ансамблю — Троїцького собору.
Єдина двобанева церква, що збереглась в лівобережній Україні[джерело?]. Після включення до архітектурно-історичного заповідника «Чернігів стародавній» церква продовжила діяти як музей[джерело?].

## Опис
Безстовпна трапезна є справжнім шедевром національного архітектурного стилю. Споруда трапезної — одна з найдавніших в групі пам'яток XVII ст. Вплив цієї споруди на ряд інших пам'яток безсумнівний. Її планувальна структура повторена в трапезній Михайлівського монастиря в Києві. В інших випадках існують незначні відмінності, наприклад, в трапезній Видубицького монастиря. Але загальна схема і тут зберігається: до приміщення церкви із заходу примикає обідній зал, до нього своєю чергою примикають допоміжні приміщення для приготування їжі і зберігання продуктів.
Така ж схема в безстовпних трапезних Гамаліївського, Густинського та інших монастирських ансамблів. Церква, обідній зал, сіни розташовані в одну лінію, завдяки чому одноповерховий корпус є витягнутим, а в плані являє собою прямокутник з виступами — розкріповками, довжиною 37,5 м шириною у вузькій частині 10 м, а в широкій — 17,5 м.
Особливістю композиції є те, що у церкві 2 бані, а не одна, як в більшості випадків. Тут підкупольний четверик за допомогою плоского паруса переходить в восьмерик, який конусоподібно звужуючись переходить своєю чергою в ліхтар, увінчаний главкою. В побудові внутрішнього простору використано прийоми, які йдуть від дерев'яної архітектури. Одна баня призначена для розміщення вівтаря, друга для тих, хто молиться. Подібна архітектура тим цікавіша, що в літературі виникла суперечка — чи існував взагалі в українській архітектурі тип двобанного храму.
Унікальним прикладом побудови інтер'єру в спорудах XVII ст. є перекритий циліндричним склепінням зал трапезної. Виразність склепінчастого перекриття підкреслена розпалубками стрільчастої форми з профільованими нервюрами. Сучасні бані церкви мають придавлену форму, яка не відповідає формі внутрішнього простору. Можливо, вони були перебудовані після пожежі монастиря в 1731 р. Бані такої форми в І п. XVIII ст. відомі в ряді інших пам'яток, наприклад, в Церкві Всіх Святих Києво-Печерської лаври.
В характері пластичної обробки фасадів трапезної, безсумнівно, деякі риси схожості з пластикою будинку Лизогуба. Але принципова різниця в тому, що трапезна має чітко виражений головний фасад, чого немає в будинку Лизогуба. Енергійний вертикальний ритм головного фасаду, глибокі віконні отвори в товщі стін, характерні трикутні фронтончики над вікнами — все це дає враження великої гармонії. Головний фасад виділено виразним ритмом напівколонок, а церква вже має інший крок напівколонок. Архітектура сіней і підсобних приміщень має скромний характер, плоскі пілястри не сильно виступають за поле стіни. Таким чином, кожну частину цієї споруди — церкву, трапезний зал і підсобні приміщення вирішено по-різному, але при цьому збережено цільність і єдність споруди. 

## Іконостас

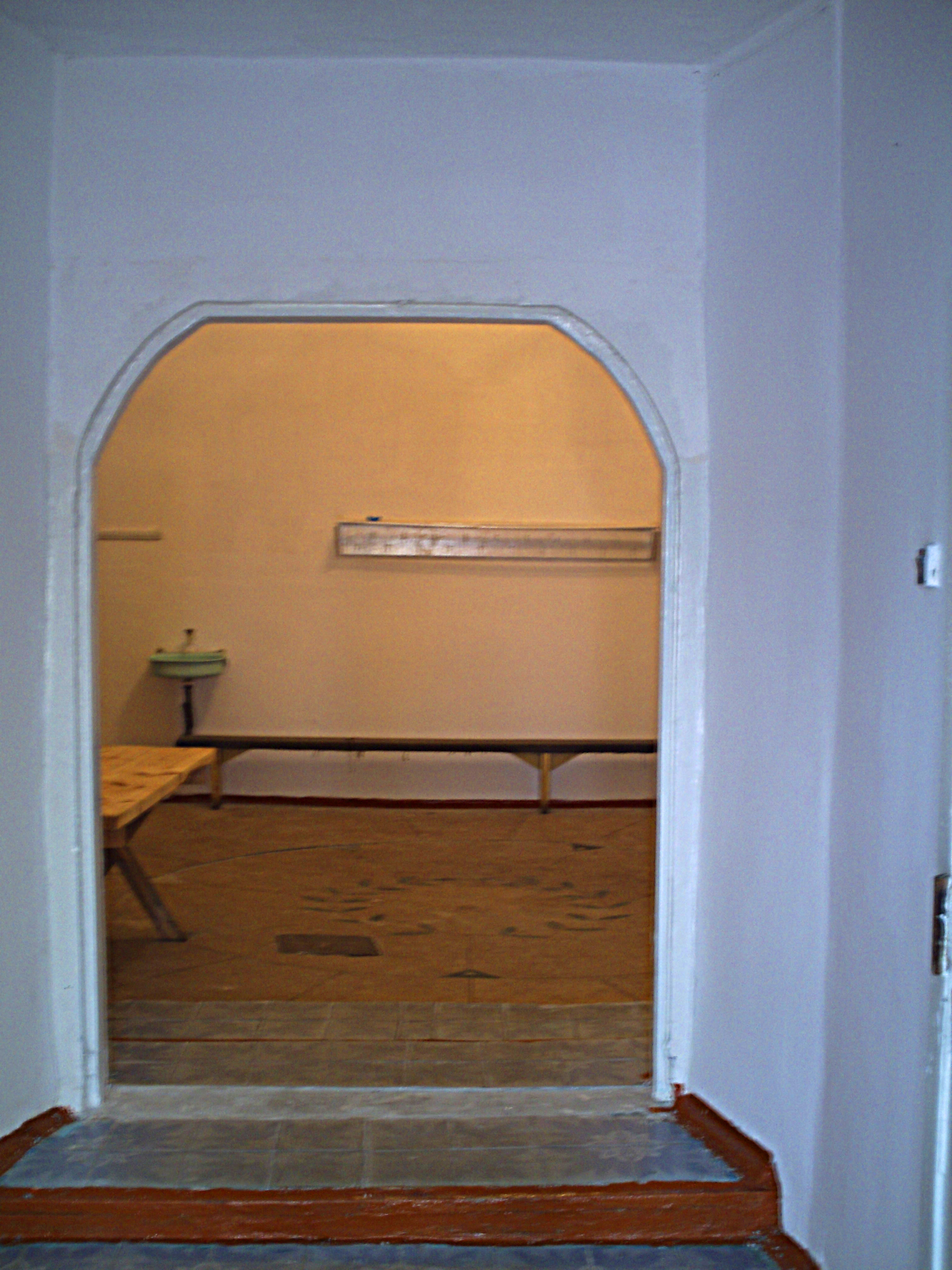
Трапезна Введенської церкви

Через деякий час після спорудження церкви гетьман Іван Мазепа подарував іконостас, прикрашений його гербом.
Це був чотириярусний бароковий іконостас, центральна частина якого була підвищена і починаючи з другого ярусу ікони розташовувалися по вигнутій лінії, що трохи підіймалася до центру. Іконостас було знищено більшовиками в 1930-ті роки.
Іконостас, що знаходиться зараз у Введенській церкві, зроблений в 1988 — 89 рр. до відкриття духовного училища регентів-псаломщиків 1 вересня 1989 року, адже Введенський храм належить до духовного училища і є «студентською» церквою: тут студенти проводять заняття, складають іспити. І водночас це трапезна церква.
Замовником іконостаса виступив митрополит Чернігівський і Ніжинський Антоній. Проєкт іконостаса розробив благочинний церков Чернігівського округу митрофорний протоієрей отець Анатолій Товстогон. Він же є й автором всіх іконостасних ікон, а також настінних розписів, що були виконані пізніше.
Те, що саме одна людина є автором проєкту іконостаса та автором його ікон — це те саме вдале поєднання архітектури, різьблення і малярства, якого домагалися ще в давні часи і яке зменшує або навіть виключає можливість еклектичних рішень. Так, наприклад, зараз за кордоном заведено такий порядок, що іконостас планує архітектор храму чи маляр ікон.
Основа іконостасу виготовлена з дерева сосни, а різьблення — з дерева липи. Столярні роботи виконав різьбяр Олексій Корець. Різьблення, колонки і рами ікон зразу ж були позолочені. Цю роботу виконав позолотник Савченко Микола Іванович. Тло іконостаса пофарбоване білою і частково червоною фарбою. Іконостас 4-х ярусний. Але ці яруси неповні, хоча загальний канон збережено І-й ярус знизу — намісний. В центрі знаходяться Царські врата, на яких розміщено композицію «Благовіщення» і зображення 4-х євангелістів.
Справа від Царських врат — ікона «Спасителя», зліва — «Богоматір з немовлям», далі справа — південні дияконські врата з іконою «Архангел Гавриїл». Крайні ікони: справа «Введення до храму» — храмова ікона, присвячена одному з двунадесятих свят, якому відповідно присвячений головний і єдиний престол храму і відповідно сам храм, а зліва — ікона «Апостол Іоан». Таким чином, в І-му місцевому ряді знаходиться всього 12 ікон: 6 великих і 6 маленьких на царських вратах. Над царськими вратами знаходиться ікона «Тайна Вечеря», що входить до другого ярусу, в якому лише 3 ікони: окрім «Тайної вечері» ще «Різдво Христово» і «Різдво Богородиці». Таким чином, в іконостасі Введенського храму святковий ярус став другим, замість третього згідно з каноном.
Над святковим ярусом знаходиться третій ярус — апостольсько-святительський або просто апостольський. Згідно з каноном, в центрі повинна бути ікона Ісуса Христа. Дійсно, в центрі знаходиться ікона «Воскресіння Ісуса Христа» — точна копія такої ж ікони з іконостаса Троїцького собору, а по обидві сторони 4 ікони з зображенням апостолів: по три на кожній іконі (12 апостолів). Окремо, зліва і справа, ніби об'єднуючи ці два яруси: деісусний і святковий, знаходяться 2 великі ікони: «Іоан і Анна» та «Марія Магдалина і апостол Павло».
4-й ярус в іконостасах — пророчеський, повинен містити зображення старозавітних пророків. Цей ярус о. Анатолій скомпонував довільно. В центрі знаходиться ікона «Цар слави», зліва — «Богоматір з немовлям» і «Пророк Ілля»; справа — «Іоанн Хреститель», «Пророк Мойсей зі скрижалями». Ця схема нагадує схему IV-го ярусу іконостаса Троїцького собору. І окремо, ніби складаючи V-й ярус, знаходяться маленькі ікони: в центрі — зображення св. Духа у вигляді голуба, справа — зображення скрижалей.

## Галерея

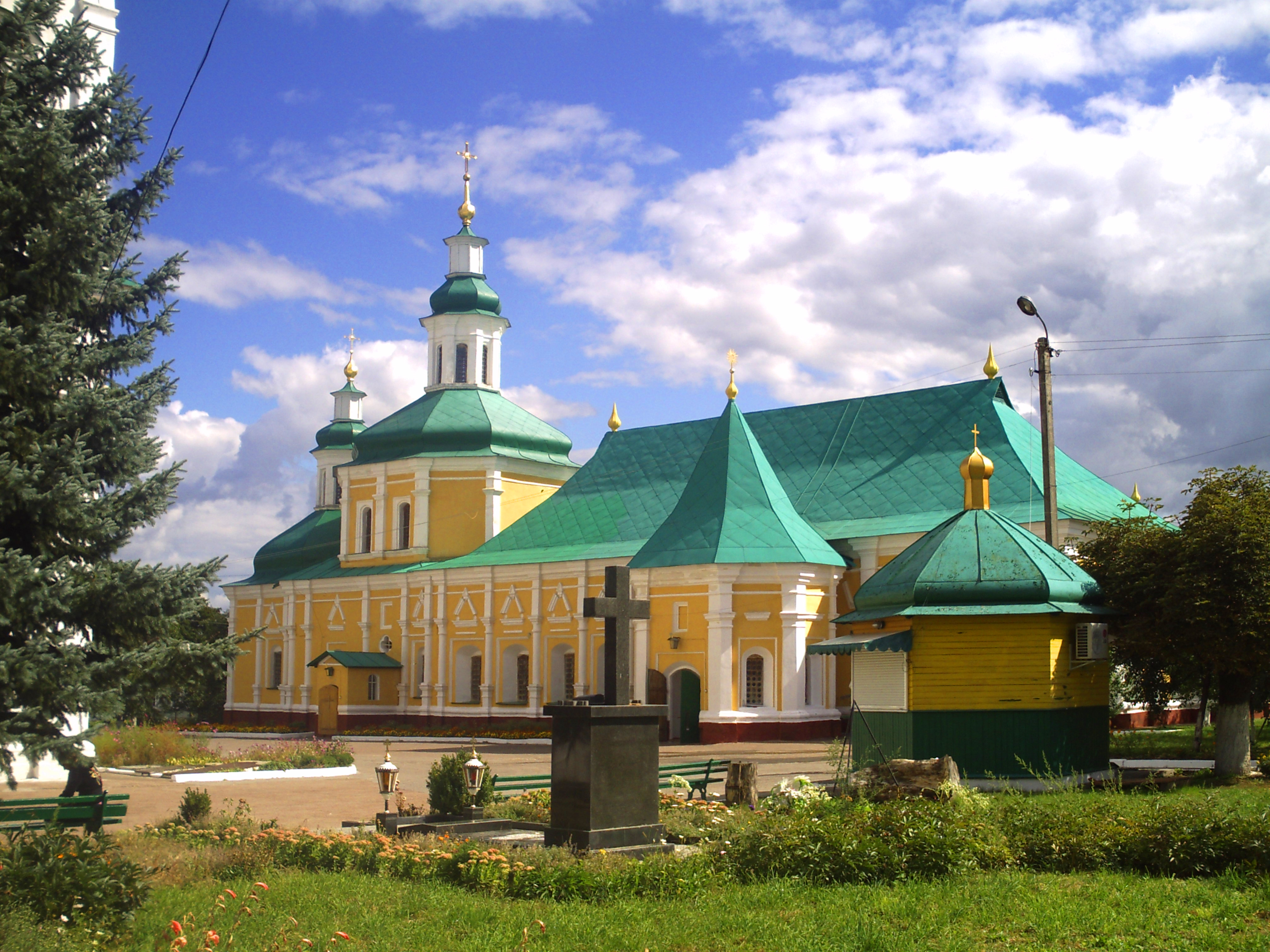
Введенська трапезна церква (2011)
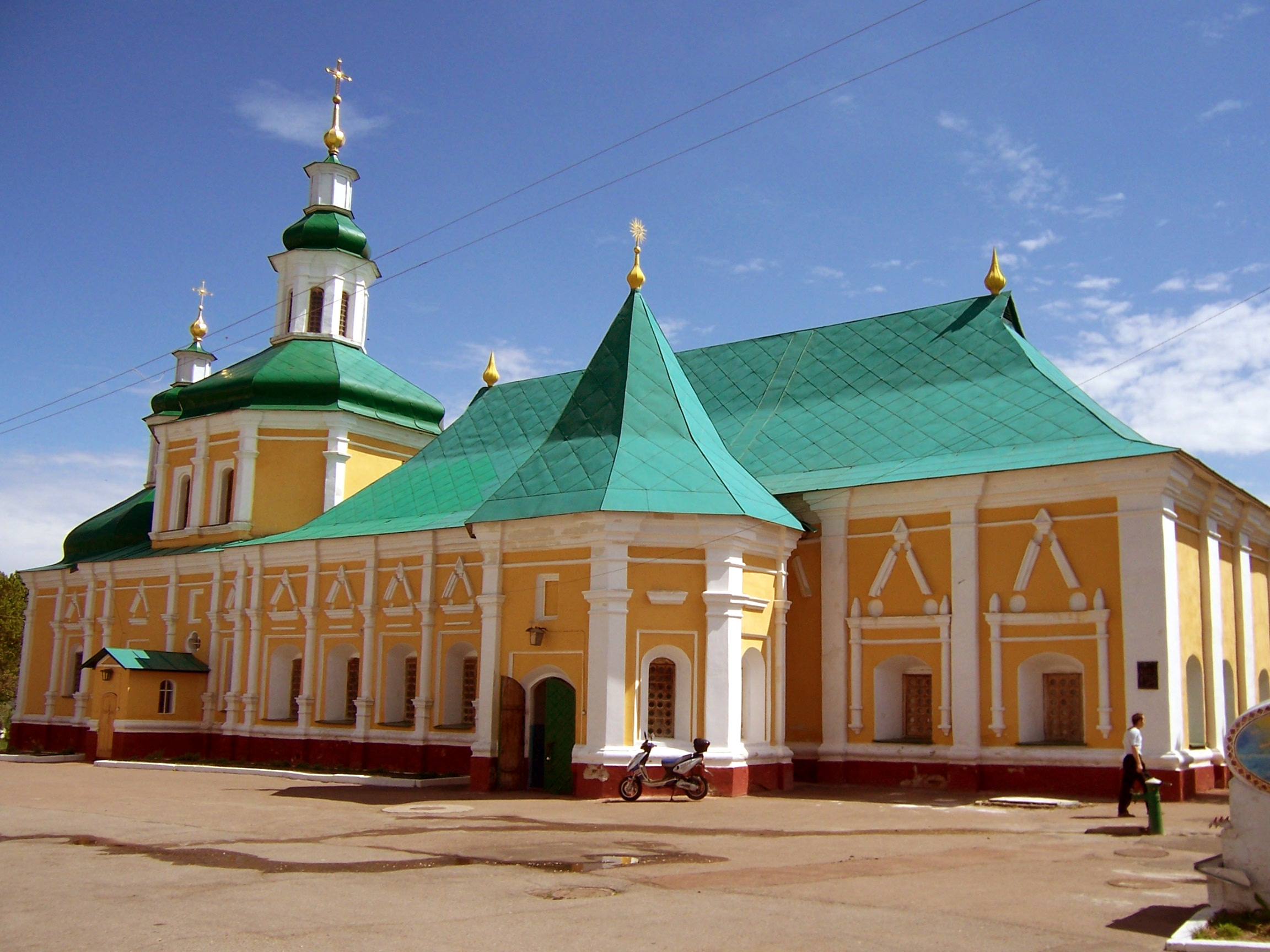
Введенська церква — пам'ятка архітектури
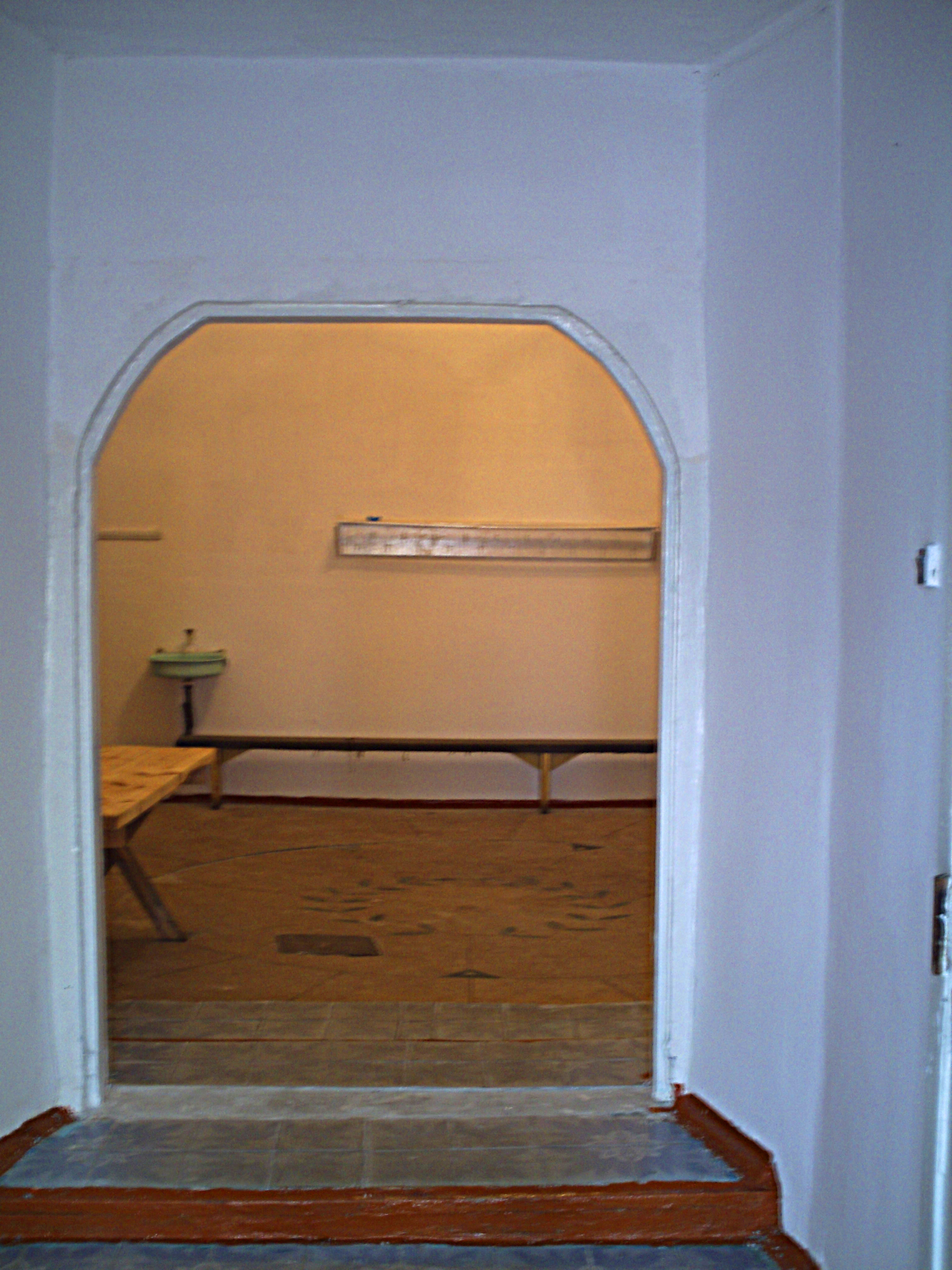
Трапезна Введенської церкви